# Luanne
Luanne è il quinto e ultimo singolo estratto dall'album 4 dei Foreigner nel 1982. 
La canzone è stata scritta da Lou Gramm e Mick Jones, e ha raggiunto solamente il 75º posto della Billboard Hot 100 negli Stati Uniti (poco, considerando il successo ottenuto dai precedenti singoli estratti dall'album) ma è diventata un punto fermo nei concerti dal vivo tenuti dal gruppo negli anni seguenti.

## Tracce
7" Single Atlantic 4072
1. Luanne – 3:28
2. Fool for You Anyway – 4:12

7" Single Atlantic ATL 11 753
1. Luanne – 3:28
2. Hot Blooded (Live) – 5:49